# PalaRuffini
PalaRuffini – wielofunkcyjna hala sportowo-widowiskowa w Turynie. Obiekt położony jest w sąsiedztwie Stadio Primo Nebiolo na terenie Parco Ruffini. Obiekt powstał w 1961 roku. Na trybunach może zasiąść ok. 4500 osób. Właścicielem hali jest miasto Turyn.

## Historia
Zaprojektowana  przez architekta Annibale Vitellozzi w ramach uroczystości Expo 1961 w Turynie wzorowana na Palazzetto Dello Sport w Rzymie.  Arena została odnowiona w 2004 roku. 